# Groene didea
De groene didea (Didea alneti) is een vliegensoort uit de familie van de zweefvliegen (Syrphidae). De wetenschappelijke naam van de soort is voor het eerst geldig gepubliceerd in 1817 door Fallen.

## Algemeen
Didea alneti in het Nederlands bekend als de groene didea, komt breed verspreid voor in het noordelijk halfrond. De larven voeden zich met bladluizen, terwijl de volwassen vliegen nectar en stuifmeel verzamelen op bloemen.

## Uiterlijk
Volwassen exemplaren van de groene didea hebben een vleugellengte van circa 9,75 tot 11,5 millimeter. Het borststuk is donker met een metaalgroene glans. Het achterlijf is zwart met fijne, geelachtige markeringen die bij deze soort relatief smal en terughoudend zijn. Het gezicht is grotendeels geel. De vleugels zijn helder en voorzien van een donker stigma, een verdikt vlekje aan de voorrand dat bijdraagt aan de stabiliteit tijdens het vliegen.
Een opvallend kenmerk is dat het vierde tergiet (de rugplaat van een achterlijfssegment) soms een scheiding toont van de voorrand, terwijl het vijfde tergiet doorgaans geheel donker is.

## Verspreiding en habitat
Didea alneti komt voor in het Palearctisch gebied, van West- en Noord-Europa tot in Oost-Azië. Ook in delen van Noord-Amerika is de soort aangetroffen.
In Nederland wordt Didea alneti beschouwd als een vrij algemene soort.
De soort leeft voornamelijk in loof- en gemengde bossen. Ze heeft een uitgesproken voorkeur voor een arboreale leefwijze — dat wil zeggen: in de kruinen van bomen. Voor het foerageren op bloemen dalen volwassen vliegen soms af naar open plekken of struiklagen in het bos.

## Levenswijze
De larven van Didea alneti zijn gespecialiseerd in het eten van bladluizen en ontwikkelen zich op verschillende boomsoorten, waaronder wilg (Salix), eik (Quercus), kersensoorten (Prunus) en lariks (Larix). Ze worden zelden direct waargenomen, omdat ze meestal in de boomtoppen verblijven. De larven dragen bij aan de natuurlijke bestrijding van bladluispopulaties.

## Bijzonderheden
De Groene Didea wordt echter relatief weinig gemeld, vermoedelijk vanwege haar onopvallende gedrag en voorkeur voor boomkruinen. Hierdoor kan de soort ondergerapporteerd zijn in waarnemingsplatforms. Binnen haar verspreidingsgebied wordt Didea alneti als niet-bedreigd beschouwd.